# Гомелаури, Тамаз Константинович
Тамаз Константинович Гомелаури (1 августа 1934) — грузинский кинорежиссёр и сценарист.

## Биография
В 1954—1956 учился на актёрском факультете ТГИТиК им. Ш. Руставели, на режиссёрском факультете ВГИКа.
Работал на Грузинском ТВ.
Преподавал в Каирской консерватории

## Фильмография

### Режиссёрские работы
- 1960 — Картины Старого Тбилиси
- 1961 — Потерянная мелодия
- 1970 — Три сказочника
- 1973 — Здравствуй, сосед
- 1974 — Капитаны
- 1977 — Гонки (новелла в киноальманахе «Будем знакомы»)
- 1981 — Будь здоров, дорогой

### Сценарии
- 1981 — Будь здоров, дорогой
- 1984 — Человек и дорога